# Villa Rosa Granotto
Villa Rosa Granotto è un palazzo storico ubicato in via San Rocco a Schio, in prossimità della chiesa di San Rocco, ai margini del centro storico.

## Storia
L'edificio, costruito dalla famiglia Rosa, fra il 1690 e il 1700, come casa colonica, su un grande appezzamento di terreno agricolo da poco acquisito, fu radicalmente ristrutturato dalla famiglia Granotto, nuova proprietaria, nei primi anni del XVIII secolo, conferendo all'abitazione la forma che presenta ancora oggi. La dimora fu poi completata da un parco corredato di statue della scuola di Orazio Marinali, tra le quali spicca quella di Cerere posta al culmine di un belvedere. Successivamente la proprietà cambiò di mano numerose volte, tra i proprietari va segnalato anche il pittore Domenico Pupin. Alla fine dell'Ottocento fu acquistata dalla famiglia Maule di Enna e ceduta infine alla famiglia Mondin, che la detiene attualmente. Nel secondo dopoguerra il vasto parco di pertinenza è stato parzialmente lottizzato e quindi ridimensionato.

## Descrizione

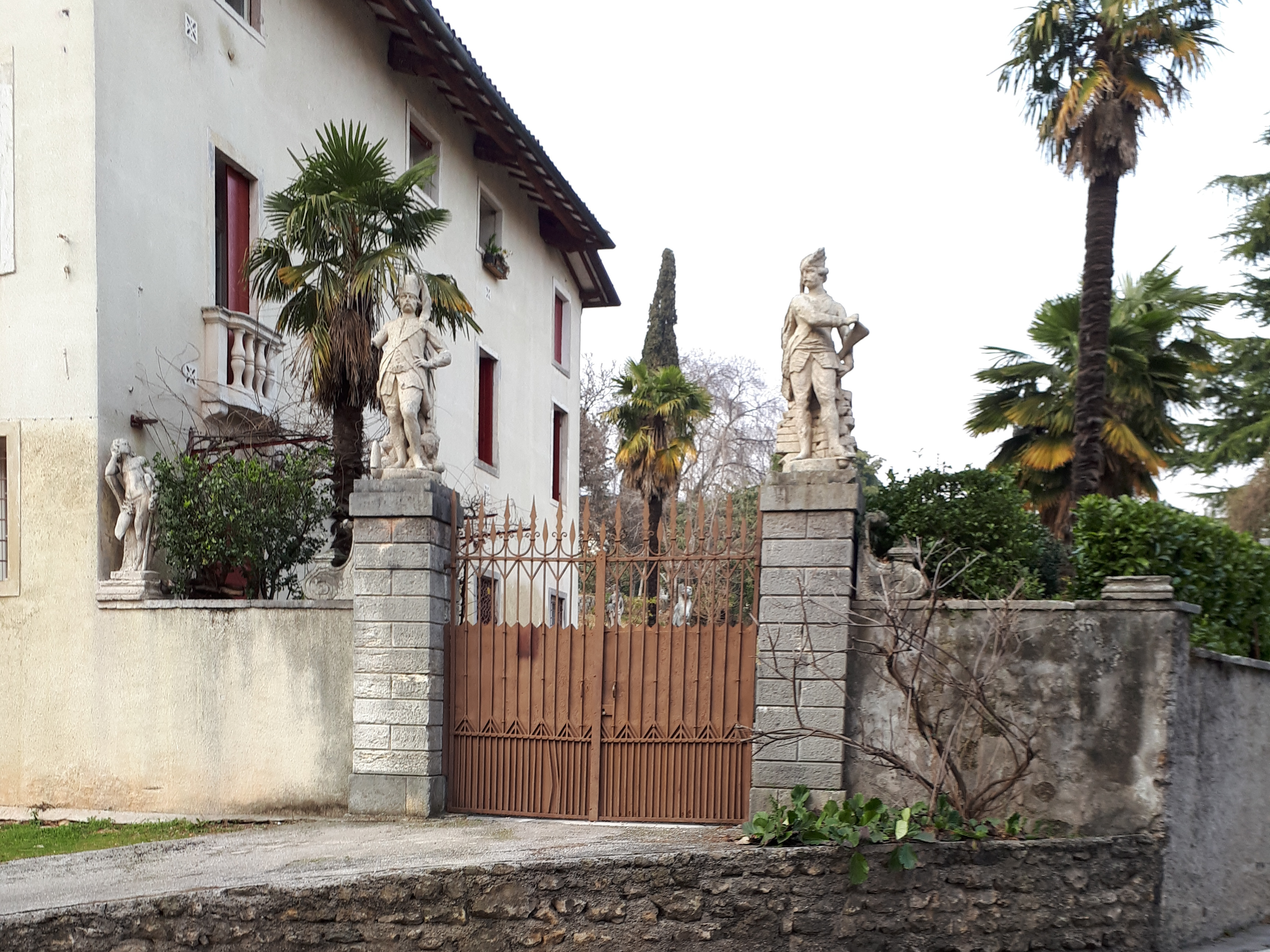
Particolare della cancellata di destra, con le colonne decorate con statue

La sobria facciata di villa Rosa Granotto si sviluppa su tre piani, è caratterizzata dalla rigorosa simmetria delle numerose finestre, tutte dotate di modanatura in pietra, leggermente più elaborata per le finestre poste nella porzione centrale del piano nobile. La fascia al pianterreno presenta in posizione centrale il portale d'ingresso centinato, preceduto da una scalinata in pietra concentrica di sei gradini; ai lati le finestre sono dotate di inferriate. Il primo piano è movimentato da un poggiolo balaustrato, posto in asse con la porta sottostante. Il secondo piano presenta infine delle aperture di forma quadrata, più piccole delle sottostanti.
Il palazzo è fiancheggiato su ambo i lati da cancellate che immettono all'ampio giardino di proprietà; le colonne di sostegno di quella di destra sono sormontate da statue, forse raffiguranti due fanti da Mar della Serenissima.